# مارك بيلمير
مارك بيلمير هو محامي وسياسي كندي، ولد في 3 مايو 1956 في سان هياسنت في كندا. نشط حزبياً في حزب كيبيك الليبرالي. وقد انتخب عضو الجمعية الوطنية في كيبك ‏.